# Ortloff
Ortloff is een historisch merk van motorfietsen.
Ortloff-Automobil AG, Berlin-Charlottenburg (1924-1926).
Duits bedrijfje dat lichte motorfietsen met 185- en 198 cc Gruhn-zijklepmotoren bouwde.